# Kenny Cordray
Kenneth Cordray (21 de julio de 1954 – 21 de mayo de 2017) fue un guitarrista y compositor estadounidense, que compartió escenario con músicos de la talla de John Mayall, John Lee Hooker y Billy Gibbons de ZZ Top. Cordray se convirtió en el guitarrista solista de The Children. Coescribió la canción "Francine", que llegaría al número 69 de la Billboard Hot 100, con Steve Perron en el álbum de ZZ Top Rio Grande Mud.

## Biografía
Cordray compuso música con Jaco Pastorius y tocó con Wayne Cochran y la banda de C.C. Rider a petición de Pastorius. Mientras tocaba con los C.C. Riders, Cordray acompañó a Jerry Lee Lewis en un episodio de Midnight Special y en un concierto.
Se trasladó a Nueva Orleans para tocar con White Trash antes de formar su propio grupo, Cordray. Sus miembros eran Clay Hemphill, David Lee Watson, Allyn Robinson y Mark Campbell. Su primera aparición nacional fue el 6 de enero de 1986 en USA Today.
En 1991, Cordray creó The Civilians y  grabó un CD titulado Miracles. A finales de 1992, Cordray, Dave Foster y Todd Harrison crearon el "Texas rockin' blues psychedelic power trio".
En marzo de 2012, grabó It Takes Everything con su banda Love Street. La sección rítmica central del álbum estaba formada por Mark Andes en el bajo, Tyson Sheth en la batería, Paul English en el teclado y Cordray en la guitarra. Cuando el álbum fue publicado, el Houston Chronicle llamó a Cordray como "uno de los mejores guitarristas de Houston". En noviembre de 2014, Cordray grabó su último trabajo C-R-C, como parte del trio C-R-C, Cordray-Robinson-Campbell.
Cordray daba clases de guitarra para niños y adultos desde hacía muchos años.
Durante una discusión, el 21 de mayo de 2017 Cordray, de sesenta y dos años, fue muerto de un disparo por su hijo Kelly, de treinta y tres, que luego se suicidó pegándose otro tiro.